# Laetitia Denis
Laetitia Denis (Yaundé, Camerún, 4 de febrero de 1988) es una atleta francesa especializada en la prueba de 4 × 400 m, en la que consiguió ser medallista de bronce europea en pista cubierta en 2011.

## Carrera deportiva
En el Campeonato Europeo de Atletismo en Pista Cubierta de 2011 ganó la medalla de bronce en los relevos de 4x400 metros, con un tiempo de 3:32.16 segundos, tras Rusia y Reino Unido (plata).